# الاستقصا لأخبار دول المغرب الأقصى
الاستقصا لأخبار دول المغرب الأقصى هو كتاب تاريخ من تأليف المؤرخ المغربي أحمد بن خالد الناصري صدر في أربعة أجزاء في القاهرة سنة 1894، ويعد من أشهر المؤلفات في تاريخ المغرب الأقصى من فترة الفتح الإسلامي إلى عصر المؤلف (1835 - 1897).
يُعتبر هذا الكتاب مرجعًا أساسياً في كتابة التاريخ المغربي، إذ جمع فيه الناصري بين الرواية الإخبارية والتوثيق الدقيق لمجريات الأحداث السياسية والعسكرية والاجتماعية. وقد اعتمد المؤلف على عدد من المصادر الشفوية والمكتوبة، كما ضمّن كتابه روايات من مؤرخين سابقين أمثال ابن خلدون وابن أبي زرع، مما جعله عملاً توثيقياً فريداً يوثق تسلسل الدول والسلالات التي تعاقبت على حكم المغرب، بدءًا من الفتح الإسلامي حتى نهاية القرن التاسع عشر. وقد تمت إعادة طباعة الكتاب في طبعات نقدية وتحقيقية في المغرب وخارجه، ولا يزال مرجعاً لا غنى عنه للباحثين في التاريخ المغاربي. أشار محمد المنوني إلى أهمية هذا العمل في ترسيخ الكتابة التاريخية المغربية الحديثة، لما يتميز به من شمول وصرامة منهجية، كما اعتبره عبد الهادي التازي من بين أمهات المصادر التي لا يستغني عنها أي باحث في تاريخ المغرب، نظرًا لغنى محتواه ودقته في نقل الوقائع والأحداث.
وقد تناول عدد من الباحثين المعاصرين مساهمة الناصري في صياغة التاريخ الرسمي، ضمن ما يُعرف بتاريخ الدولة، مثل دراسة محمد حبيدة التي قارنت بين الناصري والمؤرخ الفرنسي إرنست لافيس، مشيرة إلى الخلفيات الأيديولوجية التي شكلت كتاباتهما التاريخية. كما أشار الباحث رضوان الناجي إلى الوظيفة التأريخية السياسية لكتاب الاستقصا ودوره في إعادة بناء سردية المخزن في مغرب القرن التاسع عشر. ويمثل الكتاب، بحسب عبد المجيد أيت القائد، وثيقة بالغة الأهمية لفهم مفهوم المخزن وتمفصلات السلطة والشرعية في المغرب ما قبل الاستعمار.

## المحتوى
قسم المؤلف الكتاب إلى خمسة أجزاء.

### الجزء الأول
في الجزء الأول خصص لتاريخ الفتح الإسلامي للمغرب وفترة ارتباط المغرب الأقصى بالخلافة بالمشرق، ثم قيام دولتي الأدارسة وبعدها المغراويون (من طرف قبائل زناتة). ويشمل ذلك الفترة الممتدة ما بين منتصف القرن السابع الميلادي إلى نهاية القرن العاشر الميلادي.

### الجزء الثاني
في الجزء الثاني من الكتاب تطرق لتاريخ الدولتين المرابطية والموحدية، والتي يوافق عهدهما الحقبة الفاصلة بين بداية القرن الحادي عشر الميلادي ونهاية القرن الثالث عشر الميلادي.

### الجزء الثالث
في الجزء الثالث تناول تاريخ الدولة المرينية، منذ نهاية القرن الثالث عشر الميلادي حتى منتصف القرن الرابع عشر الميلادي.

### الجزء الرابع
في الجزء الرابع خصص للدولة السعدية ما بين منتصف القرن الرابع عشر الميلادي حتى منتصف القرن السابع عشر الميلادي.

### الجزء الخامس
في الجزء الخامس والأخير تناول فيه المؤلف تاريخ الدولة العلوية، منذ منتصف القرن السابع عشر الميلادي حتى نهاية القرن التاسع عشر الميلادي.

## الطبع
طبع المؤلف الكتاب بنفسه لأول مرة، بمدينة القاهرة في مطبعة بولاق، وذلك سنة 1894، في أربعة أجزاء. وبعد حوالي 60 سنة من ذلك، أي في 1954، تمت إصدار الطبعة الثانية للكتاب، بمدينة الدار البيضاء بمطبعة دار الكتاب، وفي تسعة أجزاء. وصدرت حاليا طبعة ثالثة للكتاب، عن دار الكتاب أيضا بالدار البيضاء، وذلك سنة 1997، في ثلاث مجلدات، تشمل التسعة أجزاء السابقة النشر بنفس المطبعة. تُعد هذه الطبعات المتعددة دليلاً على الأهمية العلمية والتاريخية الكبيرة لهذا العمل، الذي يشكل حجر الزاوية في الدراسات التاريخية المتعلقة بدول المغرب الأقصى. وتضمنت الطبعة الأخيرة مراجعات وتحقيقات علمية هامة، قام بها عدد من الباحثين المختصين، ما ساهم في توضيح النص وإثرائه بالتعليقات والملاحظات التي تُسهل على القارئ فهم السياق التاريخي والأحداث المعقدة التي تناولها الناصري. إضافة إلى ذلك، ساهمت هذه الطبعات في نشر المعرفة التاريخية على نطاق واسع داخل المغرب وخارجه، مما عزز مكانة الكتاب كمرجع موثوق في الأبحاث الأكاديمية حول تاريخ المغرب الإسلامي والعلاقات السياسية والاجتماعية في المنطقة عبر القرون.

## الترجمة
ترجم الكتاب إلى اللغة الفرنسية، ونشر على مراحل ضمن المجلدات المسماة بالوثائق المغربية (بالفرنسية: Archives Marocaines)، التي كانت تصدرها سلطات الحماية الفرنسية بالمغرب: فترجم المستشرق كرول (بالفرنسية: Graulle) سنة 1906، القسم الأول من الكتاب. وفي سنة 1923، ترجم الأستاذ المستشرق جورج كولان (بالفرنسية: G.S Colin) القسم الثاني منه وفي سنة 1925، قام الأستاذ إسماعيل حامد الجزائري بترجمة القسم الثالث. وفي سنة 1927، تكلف ابن المؤلف امحمد الناصري بترجمة القسم الرابع من الاستقصا. وما بين سنتي 1934 و1936، اختتم المستشرق فومي (بالفرنسية: Fumey) الترجمات الفرنسية بترجمته للقسم الخامس والأخير، ضمن مجلدات الوثائق المغربية المذكورة آنفا.
كما ظهرت ترجمات لكتاب الاستقصا، باللغات الإسبانية والبرتغالية والإيطالية ثم الإنجليزية.

## مفهوم المخزن
يشكل موضوع الدولة المغربية، المعروف بـ"المخزن"، محور اهتمام كبير لدى مؤلف كتاب "الاستقصا*، الذي كان موظفًا مخزنيًا وشاهدًا على أبرز أحداث المغرب في النصف الثاني من القرن التاسع عشر. يبرز المؤلف المخزن بكل رمزيته في شخص السلطان، ويصور الصراع على السلطة كإشكالية مستمرة صاحبت الدولة المخزنية منذ نشأتها. وقد تناول الناصري في كتابه بعمق الصراعات السياسية والاجتماعية التي شكلت ملامح المغرب في تلك الحقبة، موضحًا كيف كانت السلطة المخزنية تتفاعل مع مختلف الطبقات الاجتماعية والقبائل، وكيف أثرت هذه العلاقات على استقرار الدولة أو هشاشتها في بعض الفترات. كما أشار إلى الأبعاد الرمزية والسياسية للسلطان، الذي كان يمثل مركز السلطة والشرعية في آنٍ واحد، ورمز وحدة المغرب ووحدة المخزن. ويعتبر تحليل الناصري للمخزن من بين أهم الإسهامات في تأريخ المؤسسات السياسية المغربية، حيث اعتمد على خبرته المباشرة واطلاعه الواسع على الوثائق والمصادر المخزنية، ما جعله قادرًا على تقديم رؤية شاملة ودقيقة لهذه الظاهرة السياسية التي ما تزال محل دراسة وتحليل حتى اليوم في الأوساط الأكاديمية.

## اقتباس
يقول الناصري في كتابه واصفا معركة المخازن 1578 : لما التقت الفئتان، وزحف الناس بعضهم إلى بعض، وحمي الوطيس، واسودّ الجوّ بنقع الجياد، ودخان المدافع، وقامت الحرب على ساق؛ تُوفي السلطان أبو مروان (عبد الملك) رحمه الله عند الصدمة الأولى، وكان مريضا يُقاد به في محفّة (نقّالة)، فكان من قضاء الله السابق ولُطفه السابغ أنه لم يطلع على وفاته أحد إلا حاجبه مولاه رضوان العلج، فإنه كتم موته وصار يختلف إلى الأجناد، ويقول السلطان يأمر فلانا أن يذهب إلى موضع كذا، وفلانا يلزم الراية، وفلانا يتقدم، وفلانا يتأخّر.

## المجتمع المغربي
تميز المجتمع المغربي عبر التاريخ بتركيبته العرقية المتنوعة وتفاعله مع حضارات وثقافات متعددة، نتيجة لموقعه الجغرافي الذي جعله دائمًا في مواجهة محاولات الهيمنة من قوى مختلفة، بهدف السيطرة على طرق العبور إلى إفريقيا والعالم العربي والإسلامي. أشار ابن خلدون، كما نقله الناصري، إلى أن البربر شكلوا السكان الأصليين لهذه المنطقة منذ أزمنة قديمة، وكانوا يتأثرون بدين وثقافة الغزاة المتعاقبين عليهم.
شهدت السلطة في المغرب تحولات مستمرة، حيث شكلت التحالفات بين القبائل والزوايا والعائلات الشرفاوية أساسًا للحكم، مع اعتماد بعضها على النسب النبوي الشريف كآلية لإضفاء الشرعية. ومع ذلك، كانت هذه التحالفات غالبًا ما تتسم بالعنف والصراعات، مما أدى إلى فترات استقرار مؤقتة تأثرت بالطموحات المتضاربة لهذه القوى، وهو ما يظهر استمراريته حتى العصر الحديث.

## وصلات خارجية
- الاستقصا لأخبار دول المغرب الأقصى في أرشيف الإنترنت.